# Château du Feillet
Le château du Feillet est un édifice situé au Mage, en France.

## Localisation
Le monument est situé dans le département français de l'Orne, sur le territoire de la commune du Mage, à 1 km à l'est du bourg.

## Architecture
Les façades et les toitures du château et du bailliage, ainsi que la chapelle en totalité sont inscrites au titre des monuments historiques par arrêté du 23 décembre 1981.